# Марија Геперт-Мајер
Марија Геперт-Мајер (Катовице, 28. јун 1906 — Сан Дијего, 20. фебруар 1972) била је америчка физичарка немачког порекла. Добитница је Нобелове награде за физику 1963. за открића која се односе на модел љуске атомског језгра. Она је друга по реду и једна од три жене, уз Марију Кири и Дону Стрикланд, које су освојиле ово признање.